# Tekiya
 (novembre 2009).
Si vous disposez d'ouvrages ou d'articles de référence ou si vous connaissez des sites web de qualité traitant du thème abordé ici, merci de compléter l'article en donnant les références utiles à sa vérifiabilité et en les liant à la section « Notes et références ».

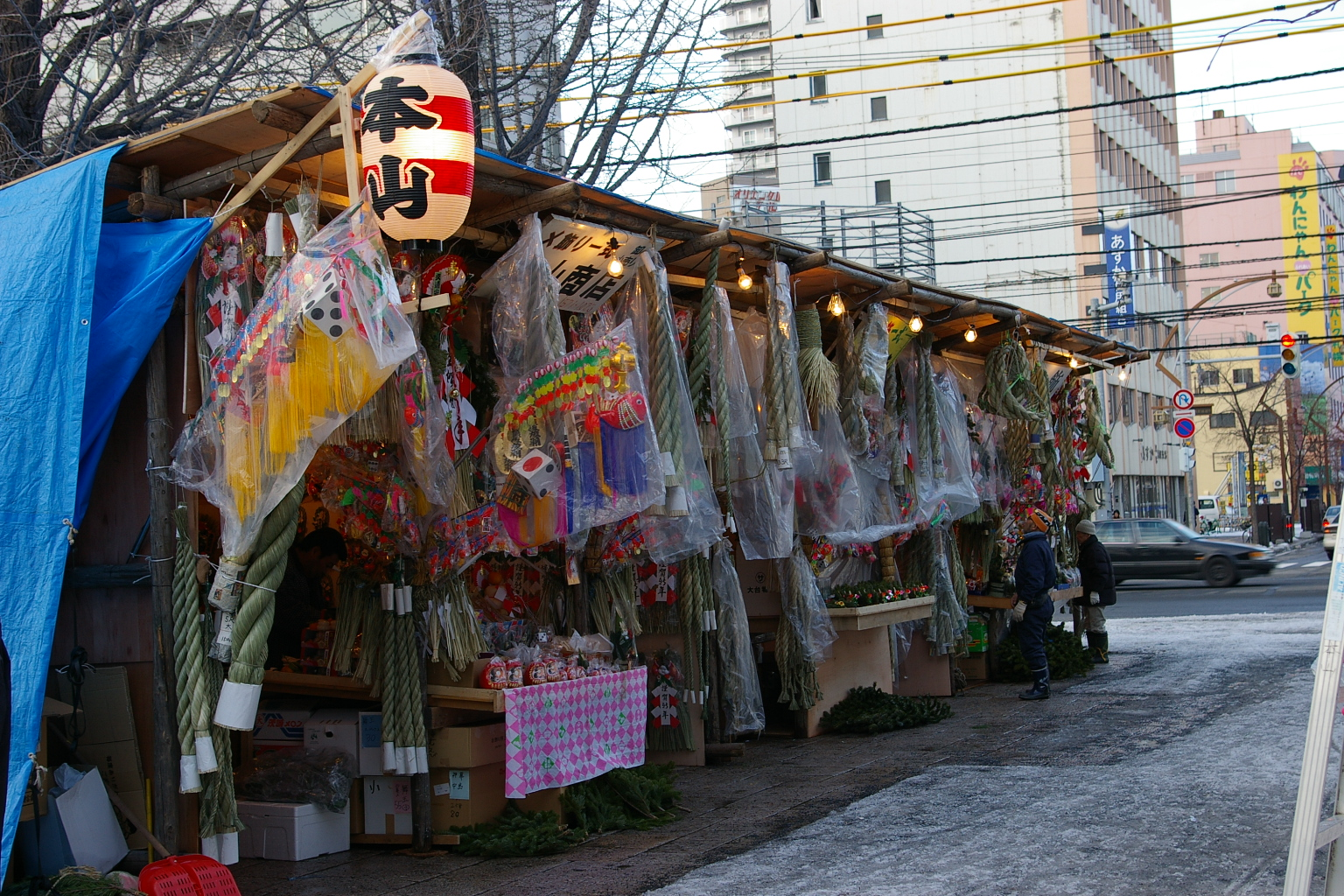

Les tekiya (的屋／テキ屋, « colporteurs »)  étaient des marchands ambulants japonais qui, avec les bakuto (les joueurs), sont les ancêtres des yakuzas actuels.

## Histoire
Les tekiya, qui ont fait leur apparition au début des années 1700, parcouraient la campagne japonaise, tenant des étals sur les marchés et matsuri (festivals). Ils avaient mauvaise réputation car leurs articles étaient généralement de qualité médiocre et leurs méthodes de vente douteuses. Beaucoup de tekiya venaient de basses castes, comme la caste des burakumin.
Lorsque les tekiya ont commencé à former des groupes organisés, les fondements des organisations actuelles de yakuzas ont été posés. Ils vivaient déjà selon des codes stricts et leurs gangs mettaient en valeur le lien entre oyabun et kobun.
Contrairement aux bakuto (le jeu était et est toujours illégal au Japon), les activités des tekiya étaient généralement légales. Mais ils étaient également engagés dans des activités illicites comme le racket. En outre, leur mode de vie itinérant amenait souvent des fugitifs à rejoindre leurs rangs.
Bien que les différences entre tekiya et bakuto soient devenues floues avec l'émergence des yakuzas au XXe siècle, aujourd'hui bon nombre de yakuzas s'identifient encore à un des deux groupes.